# Cinnamomum perglabrum
Cinnamomum perglabrum är en lagerväxtart som beskrevs av André Joseph Guillaume Henri Kostermans. Cinnamomum perglabrum ingår i släktet Cinnamomum och familjen lagerväxter. Inga underarter finns listade i Catalogue of Life.